# Гуманітарна інтервенція
Гуманіта́рна інтерве́нція або гуманіта́рна війна́ — застосування військової сили проти іноземної держави або будь-яких сил на її території для запобігання гуманітарної катастрофи або геноциду місцевого населення.
Під поняття гуманітарної інтервенції не потрапляють такі дії:
- миротворчі операції, що проводяться ООН за згодою держави, на території якої вони здійснюються;
- акції з використанням збройної сили на прохання законного уряду (включаючи акції, передбачені угодами). Проте існують ситуації, за яких нелегко встановити, що є законним урядом або дійсною згодою.
- військові операції, здійснювані державою з метою порятунку своїх громадян за кордоном від неминучої загрози їх життю або здоров'ю;
- акції примусового характеру, не включають використання збройної сили.

Концепцію «гуманітарної інтервенції» вперше запропонував Генеральний секретар ООН Кофі Аннан у 1999 році, виступаючи на засіданні Генеральної Асамблеї ООН.
Гуманітарна інтервенція була визначена, як використання однієї держави «військової сили проти іншої держави, коли лідером публічно заявлена мета цієї військової акції, що закінчується порушенням прав людини, скоєних державою, проти якої вона спрямована.» Це визначення, можливо, занадто вузьке, оскільки це виключає невійськові форми втручання, такі як гуманітарна допомога та міжнародні санкції. В широкому розумінні, «Гуманітарну інтервенцію слід розуміти, як поняття, що охоплює ненасильницькі методи, а саме втручання в проведення без військової сили, щоб полегшити масу людських страждань у суверенних кордонах».
Немає жодного стандарту або юридичного визначення гуманітарної інтервенції; поле аналізу (наприклад, права, етики або політики), часто впливає на визначення, яке вибирається. Відмінності у визначеннях включають зміни, які обмежується у випадках, коли немає згоди від приймаючої держави; гуманітарна інтервенція обмежується покаранням дій; і гуманітарна інтервенція обмежена випадками, коли спостерігається явна санкція Ради Безпеки ООН для вжиття певних заходів. 

## Загальна характеристика
- Гуманітарна інтервенція припускає використання збройних сил, як одного з центральних елементів.
- Це втручання в тому сенсі, що це тягне за собою втручання у внутрішні справи держави, відправивши військові сили на територію або повітряний простір суверенної держави, яка не вчинила акт агресії проти іншої держави.
- Втручання у відповідь на ситуації, які не обов'язково представляють безпосередню загрозу для стратегічних інтересів держав, але замість цього можуть бути на ґрунті гуманітарних цілей.

Предметом гуманітарної інтервенції залишаються переконливі питання зовнішньої політики, тим більше, що втручання НАТО в Косово в 1999 році, підкреслює напруженість між принципом державного суверенітету — визначальним стовпом системи ООН і міжнародного права, і розвиваються міжнародні норми, пов'язані з правами людини і застосуванням сили. [Архівовано 4 березня 2016 у Wayback Machine.]
Крім того, таке втручання викликало нормативні та емпіричні дебати з приводу його законності, етики використання військової сили у відповідь на порушення прав людини; про те коли це має статися, хто повинен втрутитися, і чи є втручання ефективним. Для прихильників гуманітарної інтервенції, відзначається нагальною дією перед обличчям порушень прав людини, в порівнянні з правами державного суверенітету, в той час як для її недоброзичливців це часто розглядається як привід для військового втручання, часто позбавленої правової санкції, вибірково для розгорнення суперечностей і отримання певного результату. Її часте використання після закінчення холодної війни запропоноване багаторазово, нова норма військової гуманітарної інтервенції виникла у міжнародній політиці, хоча деякі з них зараз стверджують, що 9/11 терористичних атак і «війна з терором» в США внесли еру гуманітарної інтервенції для досягнення певної мети. Джеймс Паттісон, останнім часом стверджував, що втручання НАТО в Лівії порушило цю традицію.

## Історія
Втручання в справи іншої держави з гуманітарних міркувань було предметом обговорення в міжнародному публічному праві з 19-го століття.
Можливо, перший історичний приклад держави з прямим втручанням у внутрішні справи іншої на підставах гуманітарного характеру був під час грецької війни за незалежність на початку 19 століття, коли Англія, Франція і Росія рішуче втрутилися в морський бій на Наваринськом 1827, щоб забезпечити незалежність греків від Османської імперії.
Громадська думка в Англії з розумінням ставилася до греків. Відомий поет лорд Байрон навіть взяв у руки зброю, щоб приєднатися до грецьких революціонерів, а проеллінський Комітет Лондону був створений, щоб допомогти грецьким повстанцям у фінансах.
У 1823 році, після початкової амбівалентності, міністр закордонних справ Джордж Каннінг заявив, що «коли цілий народ повстає проти свого завойовника, нація не може розглядатися як піратська, але розглядається як нація в стані війни». У лютому того ж року, він повідомив Османській імперії, що Сполучене Королівство підтримуватиме дружні відносини з турками тільки за умови, що останні шанобливо ставитимуться до християнських підданих імперії. Він також зіграв важливу роль у результаті Протоколу у Санкт-Петербурзі 1826, в якому Росія і Велика Британія погодилися стати посередником між османами і греками на основі повної автономії Греції від турецького панування. [10] Коли відбувся кінець війни, вони домовилися про наступний договір, який у підсумку призвів до руйнування єгипетсько-турецького флоту у Наваринській битві.
Багатонаціональні сили під керівництвом Франції були направлений до Лівану, щоб допомогти відновити мир після конфлікту друзив і маронітів у 1860 році, де тисячі християнських маронітів були вбиті населенням друзів. Після міжнародних протестів, Османська імперія погодилася 3 серпня 1860 про відправку 12000 європейських солдатів, щоб відновити порядок. Ця угода було далі формалізована у конвенції 5 вересня 1860 з Австрією, Великою Британією, Францією, Пруссією і Росією.
У травні 1876 османські війська почали різанину беззбройних агітаторів, щоб домогтися автономії в Болгарії, що призвело до Східної кризи. Британія запустила розслідування подій, які підтвердили, що в рамках офіційної політики, загинули щонайменше 12 тисяч болгар і знищені близько 60 сіл. Зловісні повідомлення стали з'являтися в газетах, особливо журналістки Вільям Томас Стід, і мітинги протесту були викликані по всій країні.
Незважаючи на безпрецедентні демонстрації, сили громадської думки і засобів масової інформації, прем'єр-міністр Бенджамін Дізраелі залишився байдужим, і вважав, що британські інтереси лежать у збереженні Османського суверенітету в Східній Європі. Лорд Дербі, міністр закордонних справ, погодився і телеграфував до Блискучої Порти, що «будь-яке відновлення безчинства є більш фатальним Порті, ніж втрати в битві.» Крім видачі суворої поради та пропозиції щодо внутрішньої турецької реформи і правового захисту меншин, уряд Дізраелі нічого не робив.
Зростання великої напруженості влади на початку 20-го століття і в міжвоєнний період призвели до порушення в узгодженні волі міжнародного співтовариства для забезпечення дотримання міркувань гуманітарного характеру. Були зроблені спроби під егідою Ліги Націй про проведення арбітражного розгляду і врегулювання міжнародних суперечок. Агресивні дії, такі як італійське Вторгнення в Абісинію і японська окупація Маньчжурії були засуджені, але Лізі не вистачило рішучості, щоб реалізувати все ефективно. Союзні відкриття Голокосту і наступних у Нюрнберзькому процесі в кінці Другої світової війни викликало становлення значних змін. Тим більше, що наприкінці холодної війни, інтервенції, все частіше використовуються, наприклад, бомбардування НАТО Югославії і військової інтервенції 2011 року в Лівії.  [Архівовано 24 вересня 2015 у Wayback Machine.]

## Правові підстави
Гуманітарна інтервенція - це концепція, яка може дозволити застосування сили в ситуації, коли Рада Безпеки ООН не може прийняти резолюцію відповідно до Глави VII Статуту Організації Об'єднаних Націй через вето постійного члена або через те, що не набрала 9 голосів "за". Глава VII дозволяє Раді Безпеки вживати заходів у ситуаціях, коли існує "загроза миру, порушення миру або акт агресії". Однак, будь-яка резолюція з цього приводу повинна бути підтримана всіма п'ятьма постійними членами (або, принаймні, не бути заветованою одним з них). Посилання на "право" гуманітарної інтервенції в контексті пост-холодної війни вперше було зроблено в 1990 році делегацією Великої Британії після того, як Росія і Китай не підтримали встановлення безпольотної зони над Іраком. Таким чином, окрім гуманітарних цілей, концепція покликана обійти Раду Безпеки ООН, посилаючись на право. Однак, критики спираються на Вестфальську концепцію міжнародного права, згідно з якою суверенні держави мають право вільно діяти в межах своїх кордонів. Це закріплено в Статуті ООН 1945 року, де в статті 2(7) зазначено, що "ніщо не повинно дозволяти втручання у справи, що по суті входять у внутрішню компетенцію будь-якої держави". Таким чином, оскільки як прихильники, так і противники гуманітарної інтервенції мають свої правові підстави на Статуті ООН, досі триває суперечка щодо того, що має переважати - суверенітет чи гуманітарні причини. Організація Об'єднаних Націй також постійно займається питаннями, пов'язаними з гуманітарним втручанням, причому ООН втручається у все більшу кількість конфліктів у межах кордонів держав.